# Kashyapiya
Kashyapiya (IAST: Kāśyapīya ; pāli : Kassapiyā ou Kassapikā) est l'une des dix-huit écoles du bouddhisme ancien d'Inde. Son nom signifie : Suivants de Kashyapa. Selon certains, comme Paramartha ou Kuiji,il s’agirait du Kashyapa contemporain du bouddha historique, selon d’autres comme Daoxuan, ce Kashyapa serait l’un des cinq disciples d’Upagupta, le cinquième successeur de la lignée du Bouddha. Ce courant aurait été fondé aux alentours du IIe siècle avant notre ère. Il a surtout été florissant dans le nord-ouest de l'Inde. Un autre nom de cette école est: Sauvarshaka.